# 113-й отдельный гвардейский мотострелковый батальон
113-й отдельный гвардейский мотострелковый Нижнеднестровский орденов Кутузова и Александра Невского батальон — тактическое формирование Сухопутных войск Российской Федерации. Дислоцируется в непризнанной Приднестровской Молдавской Республике.

## История
В марте 1942 года в Армавире был сформирован 862-й стрелковый полк в составе 197-й стрелковой дивизии Рабоче-крестьянской Красной армии.
В 1943 году полк переформирован в 179-й гвардейский стрелковый полк в составе 59-й гвардейской стрелковой дивизии. Затем 179-й гвардейский стрелковый полк в составе 59-й гвардейской стрелковой дивизии участвовал в Дебреценской и Будапештской операциях РККА.
В 1957 году переформирован в 179-й гвардейский мотострелковый полк в составе 59-й гвардейской мотострелковой дивизии.
Весь послевоенный период полк был расквартирован на территории  Молдавской ССР. На момент распада СССР полк дислоцировался в г. Дубоссары, находясь в составе 59-й гвардейской мотострелковой дивизии 14-й гвардейской общевойсковой армии.
В 1991 году полк имел на вооружении: 22 Т-64БВ; 21 БМП (6 БМП-2, 12 БМП-1, 3 БРМ-1К), 13 БТР-70; 10 2С1 «Гвоздика», 2 9К51 «Град»; 1 БМП-1КШ
В мае 1997 года в ходе военной реформы 179-й гвардейский мотострелковый полк был переформирован в 113-й отдельный гвардейский мотострелковый батальон в составе Оперативной группы российских войск в Приднестровье.